# Anogmus
Anogmus is een geslacht van vliesvleugeligen uit de familie Pteromalidae. De wetenschappelijke naam van dit geslacht is voor het eerst geldig gepubliceerd in 1856 door Förster.

## Soorten
Het geslacht Anogmus omvat de volgende soorten:
- Anogmus bouceki Dzhanokmen, 2001
- Anogmus bulgaricus Boucek, 1971
- Anogmus hohenheimensis (Ratzeburg, 1844)
- Anogmus hungaricus (Erdös, 1948)
- Anogmus laricis Boucek, 1966
- Anogmus noyesi Dzhanokmen, 2001
- Anogmus piceae (Ruschka, 1921)
- Anogmus pilosipennis Askew, 2001
- Anogmus planus Boucek, 1993
- Anogmus strobilorum (Thomson, 1878)
- Anogmus trjapitzini Dzhanokmen, 2001
- Anogmus vala (Walker, 1839)